# August Meyer (Politiker)
August Meyer (* 12. März 1871 in Holdenstedt; † 1. Dezember 1929 in Berlin) war ein deutscher Politiker (SPD).

## Leben
August Meyer wurde als Sohn eines Schuhmachers geboren. Nach dem Besuch der Volksschule arbeitete er bis 1905 als Zigarrenarbeiter und Zigarrenmacher in Delmenhorst. Er war dort bis 1899 Redakteur des Volksblatts. Er zog 1909 nach Rheine und war von 1909 bis 1913 Vorsitzender des dortigen Gewerkschaftskartells. Im Anschluss war er wieder als Zigarrenmacher und als Versicherungsagent tätig. Von 1918 bis zu seinem Tode arbeitete er als Gewerkschaftssekretär in Rheine.
Meyer trat bereits im 19. Jahrhundert in die SPD ein. Bis 1899 schrieb er zeitweise Artikel für das Delmenhorster Volksblatt und für verschiedene Gewerkschaftsblätter. Von 1902 bis 1904 war er Abgeordneter des Oldenburgischen Landtages.
Nach dem Ersten Weltkrieg war Meyer Mitglied des SPD-Vorstandes für die Kreise Ahaus und Tecklenburg. Von 1919 bis 1924 gehörte er der Rheiner Stadtverordnetenversammlung an und von 1919 bis 1921 war er Mitglied der Verfassunggebenden Preußischen Landesversammlung. Im Februar 1921 wurde er als Abgeordneter in den Preußischen Landtag gewählt, dem er ohne Unterbrechung bis zu seinem Tode angehörte. Im Parlament vertrat er den Wahlkreis 17 (Westfalen-Nord). Von 1926 bis 1929 war er gleichzeitig Mitglied des Provinziallandtages der Provinz Westfalen.